# Método Montessori

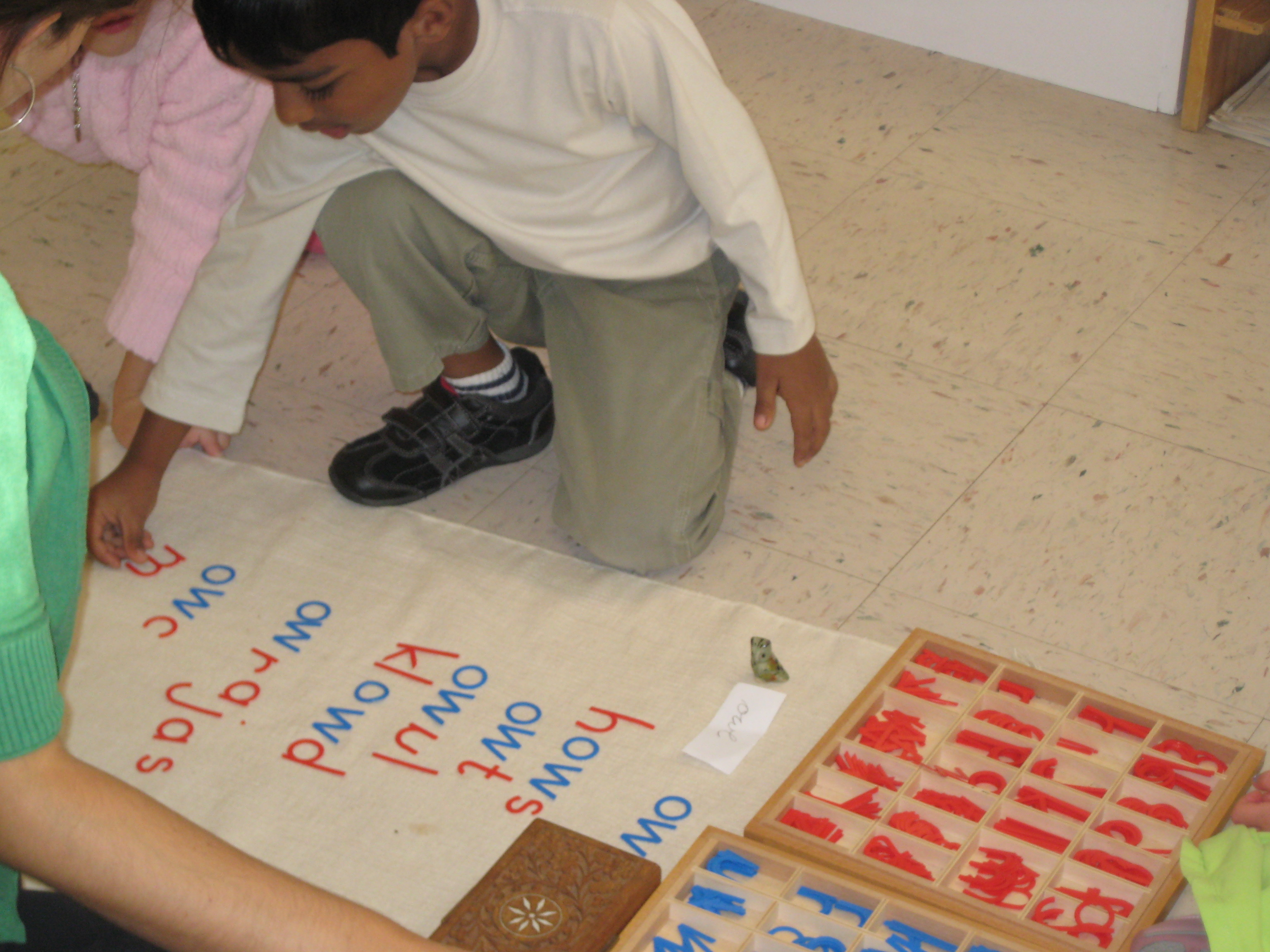
Crianças trabalhando com um alfabeto móvel em uma escola Montessori

O método Montessori foi baseado em pesquisas científicas e empíricas desenvolvidos pela médica e pedagoga Maria Montessori. 
O objetivo do método é unir o mundo externo e interno à criança, tudo que a rodeia e tudo o que acontece dentro dela, de forma que ela tenha liberdade e autonomia de criar, descobrir, experimentar e aprender de forma espontânea e no seu próprio ritmo, sem imposições ou regras, mas de modo que ela expresse a sua personalidade e desejos, criando seu próprio estilo de aprendizado. 
É caracterizado por uma ênfase na autonomia, liberdade com limites e respeito pelo desenvolvimento natural das habilidades físicas, sociais e psicológicas da criança. Nesse método, é levado em consideração o desenvolvimento de cada aluno de forma individual.  
De acordo com sua criadora, o ponto mais importante do método é, não  tanto seu material ou sua prática, mas a possibilidade criada pela utilização deste, de se libertar a verdadeira natureza do indivíduo, para que esta possa ser observada, compreendida, e para que a educação se desenvolva com base na evolução da criança. A criança é o centro do método montessoriano. O professor tem o papel de acompanhador do processo de aprendizado. Ele guia, aconselha, mas não dita e nem impõe o que vai ser aprendido pela criança.
A pedagogia  Montessoriana insere-se no movimento das Escolas Novas. Tal como a pedagogia Waldorf, o método João de Deus, o método velaverde, Jena Plan ou a Escola Moderna, o método Montessori opõe-se aos métodos tradicionais que têm o adulto como o centro e trabalham com estágios desenvolvimento evolutivo da criança de modo mais fixo. O método ocupa um papel de destaque no movimento das Escolas Novas, devido às novas técnicas que apresentou para os jardins de infância e para o ensino fundamental.
O material criado por Montessori tem papel preponderante no seu trabalho educativo, partindo do concreto (o material didático) para o pensamento abstrato. A criança vê e sente o objeto de estudo através do material didático, e deixa de usar o material quando a abstração para o tema aprendido já é completa. O meio preparado e o material didático têm como função estimular e desenvolver na criança um impulso interior que se manifesta no trabalho espontâneo do intelecto.

## Características de uma escola Montessoriana
A Association Montessori Internationale (AMI) cita os seguintes elementos como essenciais a uma escola montessoriana:
1. O ambiente é organizado e atraente.
2. O ambiente é composto por materiais didáticos e utensílios da vida cotidiana (para fins didáticos)
3. As classes são agrupamentos de alunos com diferentes idades.
4. O professor atua como guia, acompanhante do processo de aprendizado e interfere só o necessário.
5. Material multi sensorial e aprender fazendo são hábitos de aprendizagem.
6. Cada aluno tem oportunidade de escolher o trabalho (a atividade) que mais lhe interesse.
7. A ênfase é na aprendizagem ativa e no desenvolvimento social em lugar de memorização, regras e busca de informação para uma única pergunta específica.
8. O aluno pode trabalhar o tempo que necessite num assunto que lhe interesse, sem que alguém ou uma campainha o interrompa.
9. O aluno tem o direito de escolher um lugar para trabalhar em vez de um lugar fixo.
10. A criança tem o direito de escolher se vai trabalhar só ou em grupo e com quem vai trabalhar.
11. Os alunos são estimulados a ensinarem, colaborarem e ajudarem uns aos outros.
12. Os alunos têm oportunidade de trabalharem com outros de diferentes idades.
13. Os alunos demonstram respeito aos professores e ao ambiente.
14. Todos os adultos demonstram respeito pelo aluno.
15. A escola encoraja a autodisciplina.
16. Aprender é o maior prêmio; não existe motivação através de prêmios e reconhecimentos exteriores. Sem exageros, usando sempre o bom-senso
17. Os alunos tendem a ser calmos, concentrados, felizes (equilibrados). Para isso deve contribuir a postura do educador.

## Materiais de desenvolvimento
Na pedagogia montessoriana, utilizam-se objetos desenvolvidos para "auxiliar a criança a no por ordem em seu espírito e facilitar-lhe a compreensão das inúmeras coisas que a envolvem"
O material didático é dividido em cinco áreas:
- Exercícios de Vida Prática
- Material Sensorial
- Material de Linguagem
- Material de Matemática
- Material de Conhecimento de Mundo "Cosmo" (História, Ciências e Geografia)

Estes materiais são constituídos por peças sólidas de diversos tamanhos, formas e espessuras diferentes; coleções de superfícies de diferentes texturas e diferentes sons. Tudo visando o prazer absoluto do aluno e atendendo as capacidades e necessidades da criança.
O trabalho com o material montessoriano pode ser feito individualmente ou de forma coletiva, de acordo com a vontade da criança. A criança não está presa a um lugar fixo na sala de aula, portanto ela pode trabalhar com o material em um tapete no chão, que estará disponível nas salas montessorianas ou em mesas baixas (adaptadas de acordo com a faixa etária das crianças).  Com a prévia autorização da professora ela também pode trabalhar em outra sala da escola.
No trabalho com esses materiais a concentração é um fator importante. As tarefas são precedidas por uma intensa preparação, e, quando terminam, a criança se solta, feliz com sua concentração, comunicando então com seus semelhantes num processo de socialização.
A livre escolha das atividades pela criança é outro aspecto fundamental para que exista a concentração e para que a atividade seja formadora e imaginativa. Essa escolha realiza-se com ordem, disciplina e com um relativo silêncio em consideração à perturbação dos professores.
O silêncio também desempenha papel preponderante. A criança equilibrada emocionalmente pelo próprio método, aprende a expressar-se de modo natural e adequado à situação. O professor também expressa-se de forma natural, em tom adequado. Como o professor não atua de forma frontal com sua classe, mas como orientador individual ou de pequenos grupos, este não tem necessidade de trabalhar com tom de voz elevado.
Pés e mãos tem grande destaque nos exercícios sensoriais (não se restringem apenas aos sentidos), fornecendo oportunidade às crianças de manipular os objetos, sendo que a coordenação se desenvolve com o manuseio dos citados instrumentos.
Material para Matemática:
"Material Dourado" é um dos materiais mais conhecidos criado por Maria Montessori. Este material baseia-se nas regras do sistema decimal, inclusive para o trabalho com múltiplos.  Pode ser composto por: cubos, placas, barras e cubinhos. O cubo é formado por dez placas, a placa por dez barras e a barra por dez cubinhos. Conhecido originalmente como material de pérolas douradas (daí o nome "material dourado"). O cubo, as placas, as barrinhas e as unidades são formados por pérolas douradas.  Este material é de grande importância na numeração, e facilita a aprendizagem dos algoritmos da adição, da subtração, da multiplicação e da divisão.
O "Material Dourado" desperta no aluno a concentração, o interesse, além de desenvolver sua inteligência e imaginação criadora, pois a criança, está sempre predisposta ao jogo. Além disso, permite o estabelecimento de relações de graduação e de proporções, e finalmente, ajuda a contar e a calcular.
caixa dos fusos, números de lixa, tentos, contas coloridas, as tábuas de Séguin, correntes curtas (do quadrado), correntes longas (dos cubos), ábaco montessoriano (grande e pequeno e horizontal), material de hierarquia dos números, xadrez montessoriano, jogo do banqueiro, grande divisão também conhecido como farmácia, jogo da serpente para a adição e subtração e números negativos, tábua de adição, tabela de adição, tábua de para a subtração, tabela de subtração, tábua para a multiplicação, placa pequena para a multiplicação, tabelas para a multiplicação, t´bau para a divisão, tabelas para a divisão, gabinete das potência e raíz quadrada, material para fração
Material de linguagem
Os mais conhecidos são o alfabeto móvel e as letras de lixa
Material Sensorial
As Barras vermelhas vermelhas, a escada marrom, cilindros coloridos, caixas de cores,  tubinhos de cheiro, caixa dos rumores, placas do tato, caixa das fazendas (com panos de diferentes texturas), sólidos geométricos, a torre rosa e muitos outros
Exercícios da vida prática
Para os exercícios da vida prática são usados todos os utensílios domésticos, levando em consideração o tamanho e a idade da criança. Exemplo: jarras pequenas para se aprender a servir água e suco, sapatos infantis para se aprender a amarrar e calçar, vassouras e rodos para aprender a limpar o espaço utilizado. Deste método pedagógico vem a ideia de que os móveis na educação infantil devem ser adequados ao tamanho da criança, conceito este que usamos hoje no nosso ensino tradicional. 

## Pilares da Educação Montessori
Segundo proponentes desta perspectiva pedagógica, o método Montessori contaria com seis princípios responsáveis por formar a base da teoria e prática desta pedagogia. Seriam eles:
1. Autoeducação seria a capacidade inata da criança para querer aprender. Por compreender que a criança deseja absorver e compreender a realidade que a circunda, e que por isso a criança a explora, investiga e pesquisa, o método Montessori proporcionaria um ambiente adequado e materiais interessantes para que a criança possa se desenvolver por seus próprios esforços, no seu ritmo e seguindo seus interesses.
2. Educação Cósmica é uma maneira de organizar o conhecimento. De acordo com este princípio, o educador deve levar o conhecimento à criança de forma organizada – cosmos significa ordem, em oposição a caos -, estimulando sua imaginação e evidenciando que tudo no universo tem sua tarefa e que o ser humano deve ser consciente de seu papel na manutenção e melhora do mundo.
3. Educação como Ciência é a maneira de compreender a criança e o fenômeno educativo de acordo com Montessori, e defendida pela ciência de hoje. Em Montessori, o professor utiliza o método científico de observações, hipóteses e teorias para entender a melhor forma de ensinar cada criança e para verificar a eficácia de seu trabalho no dia a dia.
4. Ambiente Preparado é o local onde a criança desenvolve sua autonomia e compreende sua liberdade em escolas e lares montessorianos. O ambiente preparado é construído para a criança, atendendo às suas necessidades biológicas e psicológicas. Em ambientes preparados encontram-se mobília de tamanho adequado e materiais de desenvolvimento para a livre utilização da criança.
5. Adulto Preparado é o nome que se dá, em Montessori, para o profissional que auxilia a criança em seu desenvolvimento completo. Esse adulto deve conhecer cientificamente as fases do desenvolvimento infantil e, por meio da observação e do domínio de ferramentas educativas de eficiência comprovada, guiar a criança em seu desabrochar, de forma que este se dê nas melhores condições possíveis.
6. Professor acompanhador O papel do professor  na escola montessoriana é de guia e acompanhador de desenvolvimento infantil e não o que impõe ou dita o que e como deve ser aprendido.
7. Criança Equilibrada é qualquer criança em seu desenvolvimento natural. Por meio da utilização correta do ambiente e da ajuda do adulto preparado, as crianças expressam características que lhes são inatas. Entre outras, encontram-se o amor pelo silêncio, pelo trabalho e pela ordem. Todas as crianças nascem com estas características e as desenvolvem melhor entre zero e seis anos.[6]